# Одзима (княжество)

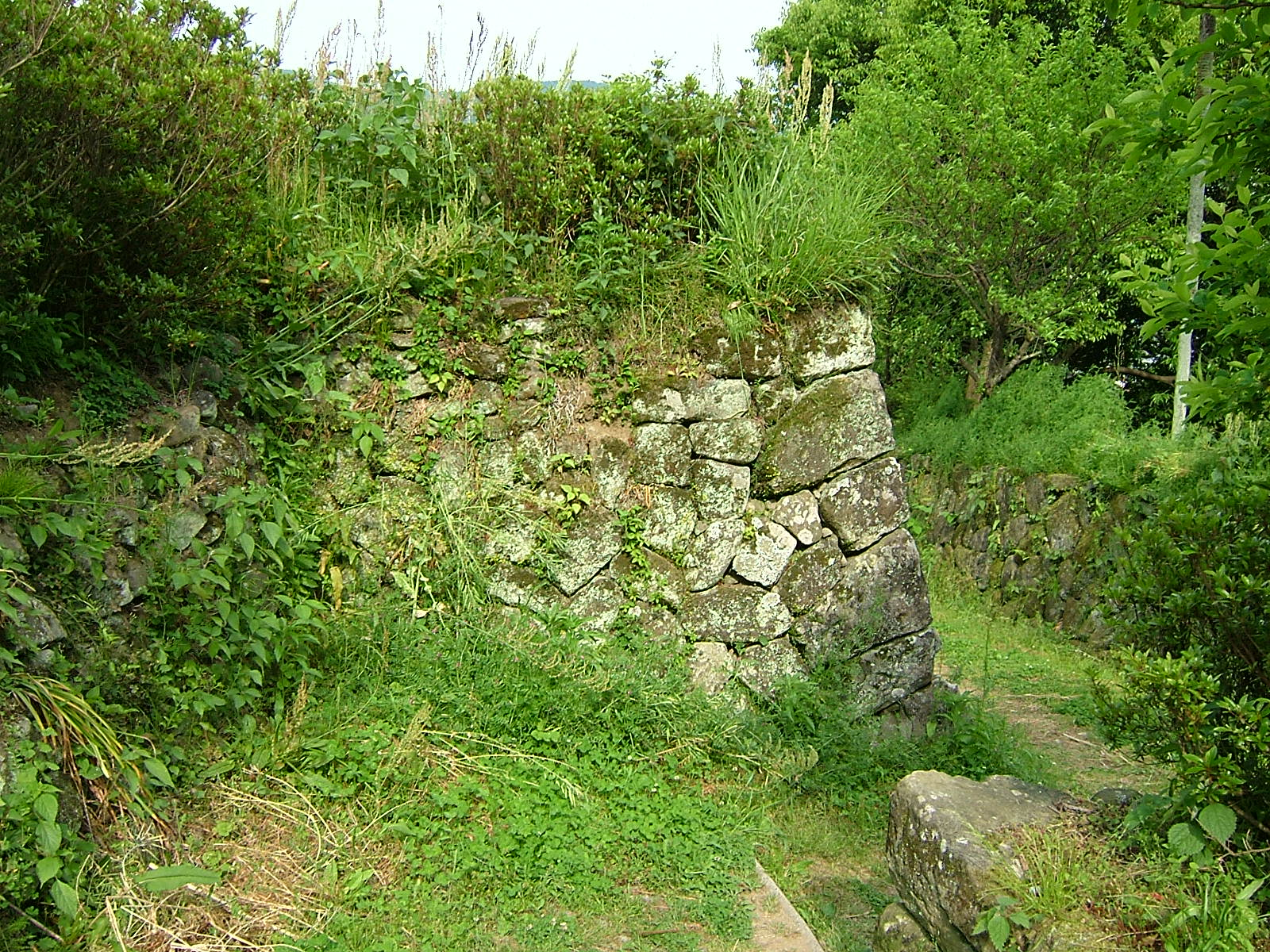
Руины форта Одзима

Княжество Одзима (яп. 小岛藩 Одзима-хан), также известно как Кодзима-хан — феодальное княжество (хан) в Японии периода Эдо (1689—1868), в провинции Суруга региона Токайдо на острове Хонсю (современная префектура Сидзуока).

## Краткая история
Административный центр княжества: форпост Одзима в провинции Суруга
Доход хана: 10 000 коку риса в 1689—1868 годах
В мае 1689 года хатамото Мацудайра Нобунари (1655—1690), второй сын даймё Сасаяма-хана Мацудайры Сукэнобу, получил во владение район Одзима с округой (10 000 коку) к востоку от замка Сунпу. Мацудайра Нобунари стал основателем новой линии рода — Мацудайра-Такиваки (滝胁松平家?). Из-за небольшого размера своего домена Нобунари не имел право на строительство собственного замка, но построил для себя укрепленный пункт (陣屋).
В правление 4-го даймё Мацудайры Масанобу (1731—1771) княжество обанкротилось. Правитель попытался решить свои финансовые проблемы при помощи увеличения налогов, что вызвало восстание крестьян в 1768 году. 8-й даймё Мацудайра Нобумото опубликовал послание, в котором пытался объяснить своим вассалам и крестьянам необходимость высоких налогов. 9-й даймё Мацудайра Нобуюки объявил всю промышленность в своём домене княжеской монополией.
В период Бакумацу 11-й даймё Мацудайра Нобутоси в 1867 году перешел на сторону нового императорского правительства Мэйдзи. В следующем 1868 году Одзима-хан был упразднен в связи с созданием княжества Сидзуока, пожалованного во владение последнему сёгуну Токугаве Ёсинобу. В июле 1868 года Мацудайра Нобутоси был переведен в Сакураи-хан в провинции Кадзуса.

## Правители княжества
- Род Мацудайра (ветвь Такиваки), 1689—1868 (фудай-даймё)

| №  | Имя                 | Имя      | Годы правления | Годы жизни  | Примечания                                                   |
| -- | ------------------- | -------- | -------------- | ----------- | ------------------------------------------------------------ |
| 1  | Мацудайра Нобунари  | 松平信孝 | 1689 — 1690    | 1655 — 1690 | Второй сын Мацудайры Сукэнобу                                |
| 2  | Мацудайра Нобухару  | 松平信孝 | 1690 — 1724    | 1673 — 1724 | Племянник и преемник Мацудайры Нобунари                      |
| 3  | Мацудайра Нобутака  | 松平信嵩 | 1724 — 1731    | 1710 — 1731 | Сын Мацудайры Нобуцунэ, усыновлён Мацудайрой Нобухару        |
| 4  | Мацудайра Масанобу  | 松平昌信 | 1731 — 1771    | 1728 — 1771 | Старший сын Мацудайры Нобутаки                               |
| 5  | Мацудайра Нобунори  | 松平信義 | 1771 — 1800    | 1742 — 1801 | Второй сын Хори Наотаки, усыновлён Мацудайрой Масанобу       |
| 6  | Мацудайра Нобукадо  | 松平信圭 | 1800 — 1815    | 1776 — 1820 | Старший сын и преемник Мацудайры Нобунори                    |
| 7  | Мацудайра Нобутомо  | 松平信友 | 1815 — 1836    | 1797 — 1848 | Старший сын Мацудайры Нобукадо                               |
| 8  | Мацудайцра Нобумасу | 松平信賢 | 1836 — 1851    | 1808 — 1873 | Сын Мацудайры Нобуюки, усыновлён Мацудайрой Нобутомо         |
| 9  | Мацудайра Нобуюки   | 松平信進 | 1851 — 1863    | 1813 — 1863 | Второй сын Мацудайры Нарицунэ, усыновлён Мацудайрой Нобумасу |
| 10 | Мацудайра Нобуфуми  | 松平信書 | 1863 — 1864    | 1846 — 1864 | Третий сын 7-го даймё Мацудайры Нобутомо                     |
| 11 | Мацудайра Нобутоси  | 松平信敏 | 1864 — 1868    | 1851 — 1887 | Сын Найто Ёриясу, усыновлён Мацудайрой Нобуфуми              |